# Condado de Brown (Minnesota)
El condado de Brown (en inglés: Brown County) es un condado en el estado estadounidense de Minnesota. En el censo de 2000 el condado tenía una población de 26.911 habitantes. La sede de condado es New Ulm. El condado fue fundado el 20 de febrero de 1855 y fue nombrado en honor a Joseph R. Brown, un pionero y político de Minnesota.

## Geografía

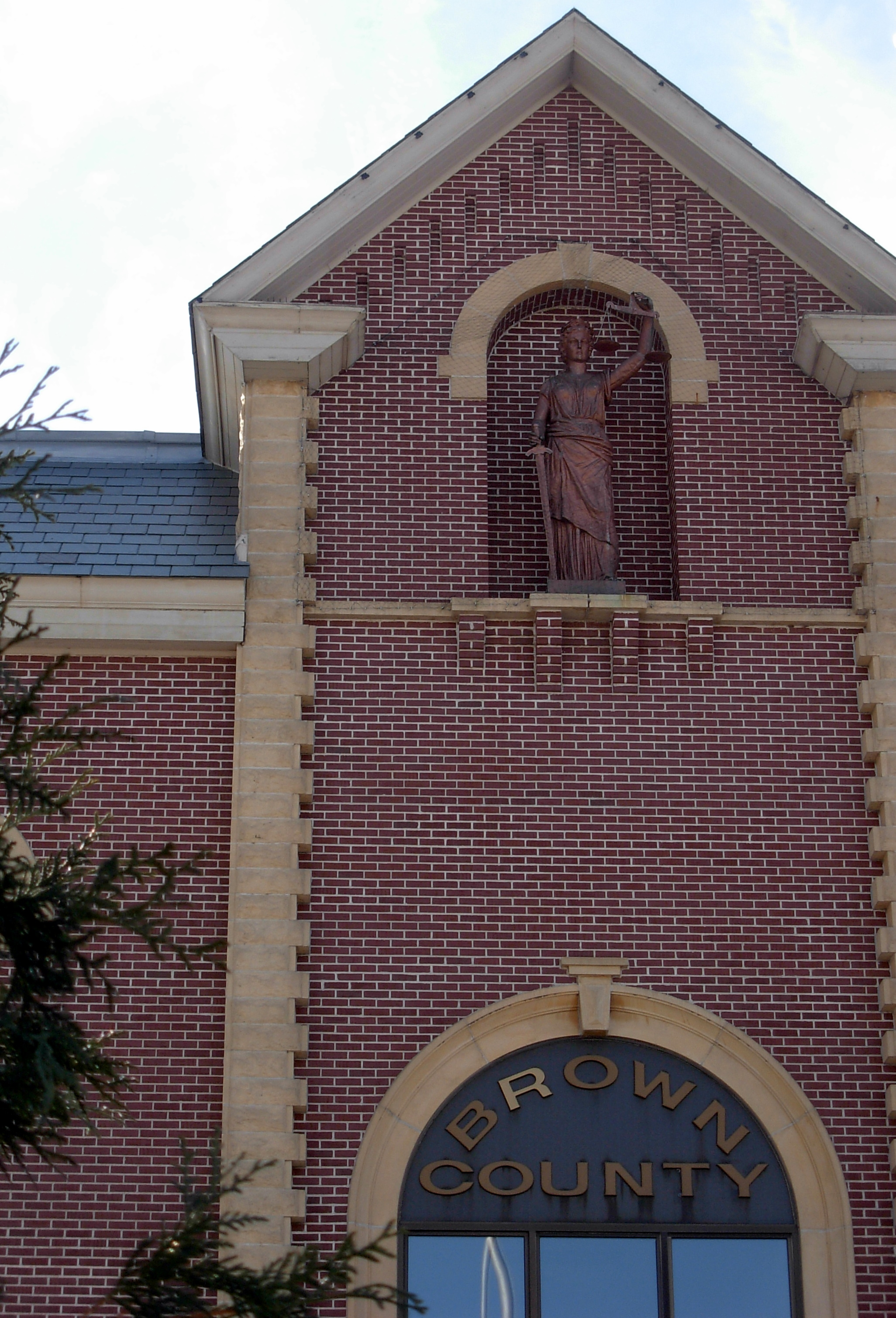
Juzgado del condado de Brown en New Ulm.

Según la Oficina del Censo, el condado tiene un área total de 1.602 km² (619 sq mi), de la cual 1.582 km² (611 sq mi) es tierra y 20 km² (8 sq mi) (1,25%) es agua.

### Condados adyacentes
- Condado de Nicollet (noreste)
- Condado de Blue Earth (sureste)
- Condado de Watonwan (sur)
- Condado de Cottonwood (suroeste)
- Condado de Redwood (oeste)
- Condado de Renville (noroeste)

## Autopistas importantes
- U.S. Route 14
- Ruta estatal de Minnesota 4
- Ruta estatal de Minnesota 15
- Ruta estatal de Minnesota 68
- Ruta estatal de Minnesota 257
- Ruta estatal de Minnesota 258

## Demografía
En el  censo de 2000, hubo 26.911 personas, 10.598 hogares y 7.164 familias residiendo en el condado. La densidad poblacional era de 44 personas por milla cuadrada (17/km²). En el 2000 había 11.163 unidades habitacionales en una densidad de 18 por milla cuadrada (7/km²). La demografía del condado era de 97,82% blancos, 0,10% afroamericanos, 0,12% amerindios, 0,41% asiáticos, 0,01% isleños del Pacífico, 0,91% de otras razas y 0,63% de dos o más razas. 2,03% de la población era de origen hispano o latino de cualquier raza. 
La renta promedio para un hogar del condado era de $39.800 y el ingreso promedio para una familia era de $49.811. En 2000 los hombres tenían un ingreso medio de $32.347 versus $23.918 para las mujeres. La renta per cápita para el condado era de $19.535 y el 6,40% de la población estaba bajo el umbral de pobreza nacional.

## Ciudades y pueblos
| - Cobden - Comfrey - Essig | - Evan - Godahl - Hanska | - Leavenworth - New Ulm - Searles | - Sleepy Eye - Springfield |